# TOB1
TOB1‏ (Transducer of ERBB2, 1) هوَ بروتين يُشَفر بواسطة جين TOB1 في الإنسان.